# 岡部泰綱
岡部 泰綱（おかべ やすつな、生没年不詳）は、平安時代末期から鎌倉時代初期の武将。藤原南家工藤氏の流れを組む入江清綱の子。

## 簡略
泰綱は駿河武士の中心人物であったとされ、父清綱の代に岡辺権守となり、泰綱の時に岡部氏を称した。鎌倉時代に駿河国志太郡岡部郷（現在の静岡県藤枝市岡部町）の地頭になり、鎌倉幕府との結びつきが強くなったという。子孫に岡部元信や岡部正綱らがいる。